# NGC 1493
NGC 1493 é uma galáxia espiral barrada (SBc) localizada na direcção da constelação de Horologium. Possui uma declinação de -46° 12' 42" e uma ascensão recta de 3 horas, 57 minutos e 27,5 segundos.
A galáxia NGC 1493 foi descoberta em 2 de Setembro de 1826 por James Dunlop.